# Orthostigma samosense
Orthostigma samosense är en stekelart som beskrevs av Fischer 1995. Orthostigma samosense ingår i släktet Orthostigma och familjen bracksteklar. Inga underarter finns listade i Catalogue of Life.